# Předboj
Předboj je obec v okrese Praha-východ ve Středočeském kraji. Rozkládá se asi osmnáct kilometrů severně od centra Prahy a šestnáct kilometrů západně od města Brandýs nad Labem-Stará Boleslav. Žije zde přibližně 1 400 obyvatel.

## Historie
Obec se nachází v archeologicky bohaté lokalitě středních Čech. Na území obce však nebyl prováděn systematický archeologický výzkum; nalezené fragmenty předhistorckého osídlení pochazejí z náhodných nálezů při provádění zemních a výkopových prací.
Původní název obce byl Přeboj, někdy též Příboj. Slovo Přeboj ve staročeštině znamenalo loupež. Obec patří k nejstarším obcím ve středních Čechách. Vedla tudy stará říšská cesta z Prahy přes Sedlec na sever do Německa. První písemná zmínka o obci pochází z roku 1253, kdy král Přemysl Otakar II. potvrdil pražské kapitule držení poplužních dvorů v Předbojích a Lysolajích. Toto zboží patřilo k nadání skaristy v chrámu svatého Víta. Vesnici měl koupit svatovítský děkan Vít, není však zřejmé kdy ani od koho.
Ve 14. století ji církev ztratila a ves přešla do světských rukou. Zřejmě se zde usídlil rod drobných šlechticů, který používal přídomek “z Předboje”. Mezi prvními byli jmenováni Jan a Bohuslav (roku 1318). Za husitských nepokojů, v roce 1421, se Předboje zmocnili Pražané, a později přešla do správy pánů staroměstských. Roku 1425 byl majitelem panství Jan z Lokte, jenž dvůr prodal krejčímu Petru Smolíkovi. V roce 1433 je již jako majitel v zemských deskách zapsán jistý Janek z Krajnice. Zřejmě již ve 14. století vznikla také předbojská tvrz, o níž je z této doby první zmínka. V první půli 15. století panství vystřídalo několik majitelů, aby se nakonec v průběhu 16. století vrátilo do rukou benediktinkám od svatého Ducha na Starém městě pražském. Když byl tento klášter roku 1589 zrušen, přešlo jeho osazenstvo i majetek do kláštera u sv. Jiří na Hradčanech. Předboj byla od těch dob spravována v rámci klášterního panství Panenské Břežany. Po zrušení svatojiřského kláštera Josefem II. se břežanské panství dostalo do správy náboženského fondu a v roce 1820 je odkoupil hrabě August Ledebour-Wicheln a od roku 1828 byl majitelem svobodný pán Matthias Friedrich von Riese-Stallburg.
Obec tedy sloužila jako sídlo zemědělského obyvatelstva spravujícího pozemky. Obec nebyla nikdy v historii sídelním místem církevní či světské správy. Tato skutečnost se promítá v absenci kostela, hřbitova, školy či jiných správních objektů.
Název obce je proslulý kvůli někdejšímu závodu bývalého družstva Včela, který až do roku 1990 byl monopolním výkupcem, zpracovatelem i vývozcem medu pro celé Československo.

## Obyvatelstvo
| Rok            | 1869 | 1880 | 1890 | 1900 | 1910 | 1921 | 1930 | 1950 | 1961 | 1970 | 1980 | 1991 | 2001 | 2011 | 2021  |
| -------------- | ---- | ---- | ---- | ---- | ---- | ---- | ---- | ---- | ---- | ---- | ---- | ---- | ---- | ---- | ----- |
| Počet obyvatel | 320  | 314  | 334  | 348  | 409  | 420  | 422  | 432  | 432  | 392  | 349  | 313  | 279  | 695  | 1 292 |
| Počet domů     | 39   | 43   | 52   | 62   | 72   | 70   | 82   | 110  | 119  | 116  | 105  | 125  | 123  | 254  | 479   |

## Obecní správa

### Územněsprávní začlenění
Dějiny územněsprávního začleňování zahrnují období od roku 1850 do současnosti. V chronologickém přehledu je uvedena územně administrativní příslušnost obce v roce, kdy ke změně došlo:
- 1850 země česká, kraj Praha, politický i soudní okres Karlín[7]
- 1855 země česká, kraj Praha, soudní okres Karlín[7]
- 1868 země česká, politický i soudní okres Karlín[7]
- 1927 země česká, politický okres Praha-venkov, soudní okres Karlín[8]
- 1929 země česká, politický okres Praha-venkov, soudní okres Praha-sever[9]
- 1939 země česká, Oberlandrat Praha, politický okres Praha-venkov, soudní okres Praha-sever[10]
- 1942 země česká, Oberlandrat Praha, politický okres Praha-venkov-sever, soudní okres Praha-sever[11]
- 1945 země česká, správní okres Praha-venkov-sever, soudní okres Praha-sever[12]
- 1949 Pražský kraj, okres Praha-sever[13]
- 1960 Středočeský kraj, okres Praha-východ[14]

### Obecní symboly
Znak a vlajka byly obci uděleny rozhodnutím předsedy Poslanecké sněmovny Parlamentu České republiky dne 11. dubna 2008.

## Společnost
Ve vsi Předboj (421 obyvatel) byly v roce 1932 evidovány tyto živnosti a obchody: družstvo pro rozvod elektrické energie v Předboji, 2 hostince, kovář, 2 krejčí, 2 obuvníci, 7 rolníků, 2 řezníci, 4 obchody se smíšeným zbožím, trafika, vinárna, zámečník.

## Doprava
Dopravní síť
- Pozemní komunikace – Obcí prochází silnice III. třídy. Ve vzdálenosti jeden kilometr lze dojet na silnici I/9 Zdiby - Mělník - Česká Lípa - Rumburk.

- Železnice – Železniční trať ani stanice na území obce nejsou. Nejbližší železniční zastávkou jsou Kojetice u Prahy ve vzdálenosti 2 km ležící na trati 070 v úseku Praha - Neratovice.

Veřejná doprava 2011
- Autobusová doprava – příměstské autobusové linky projíždějící obcí vedly do těchto cílů: Líbeznice, Mělník, Odolena Voda, Praha, Štětí (dopravce ČSAD Střední Čechy, a. s.).

## Pamětihodnosti
- Tvrz
- kaplička z doby kolem roku 1800
- Husův pomník z roku 1915 (v obecním parku)
- památník obětem druhé světové války a koncentračních táborů (v obecním parku)
- zvonička a křížek (v obecním parku)
- archeologické naleziště
- paleolontologické naleziště

## Galerie

Předboj
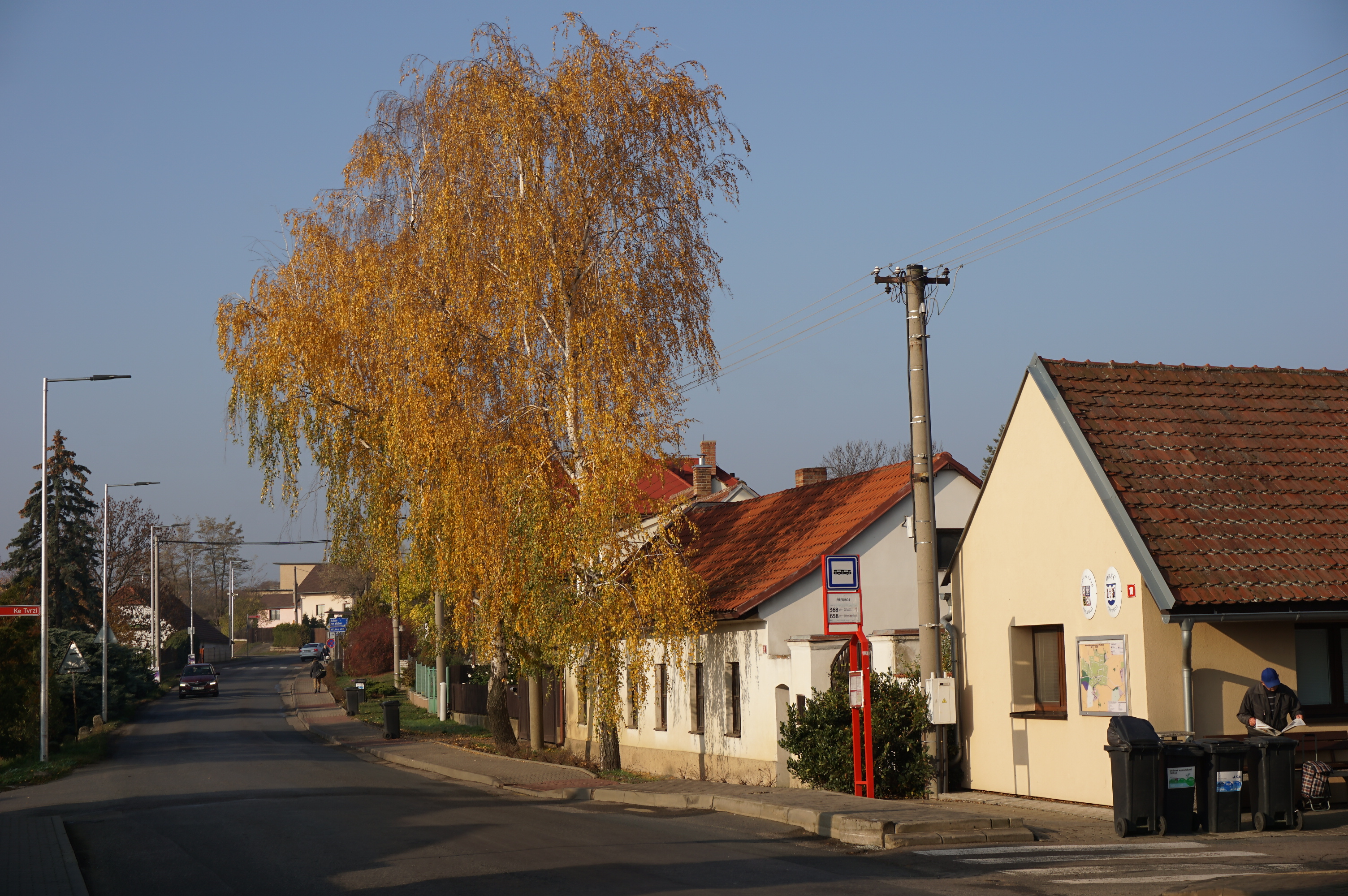
Obecní úřad a knihovna
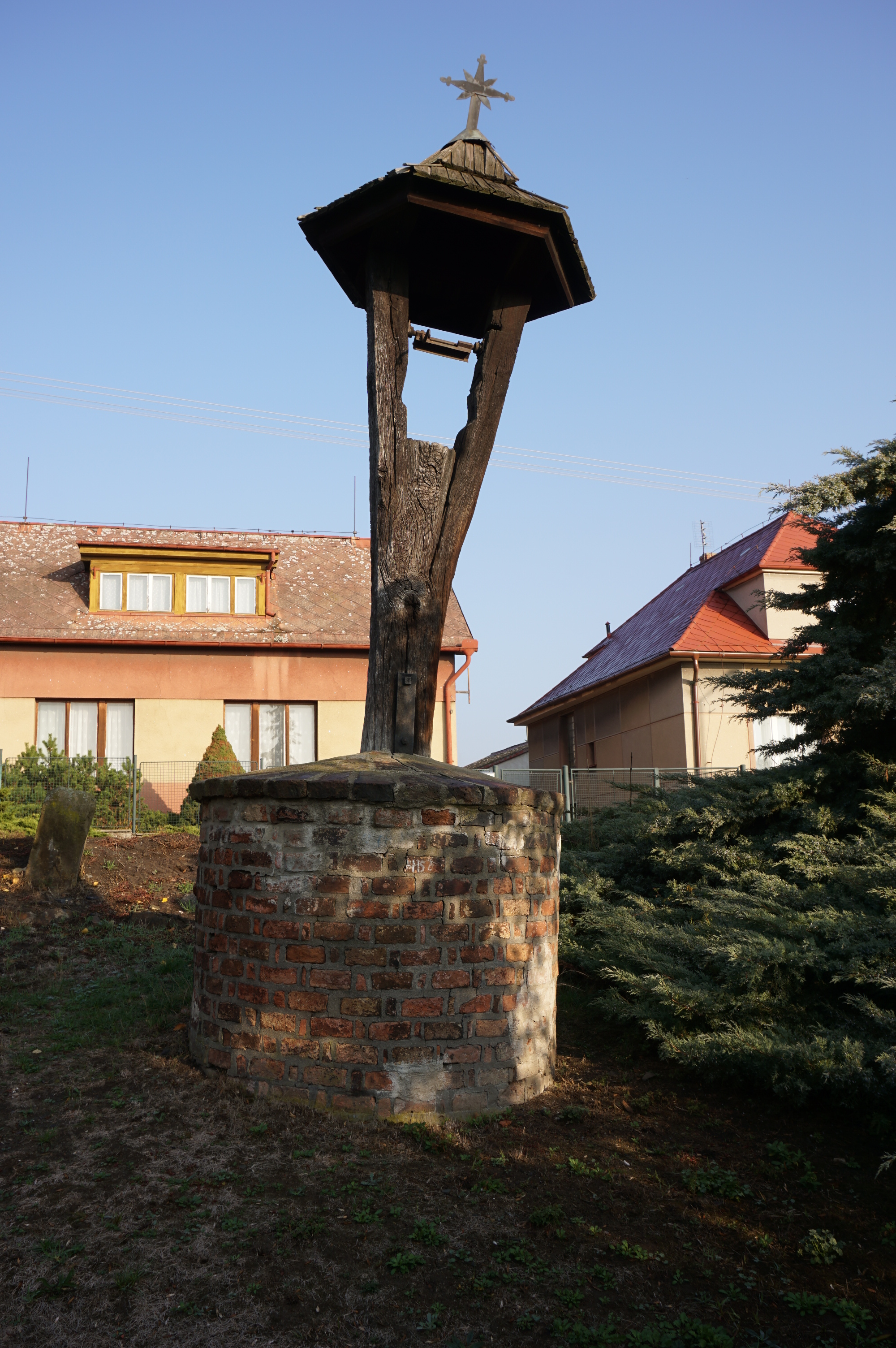
Zvonička na návsi
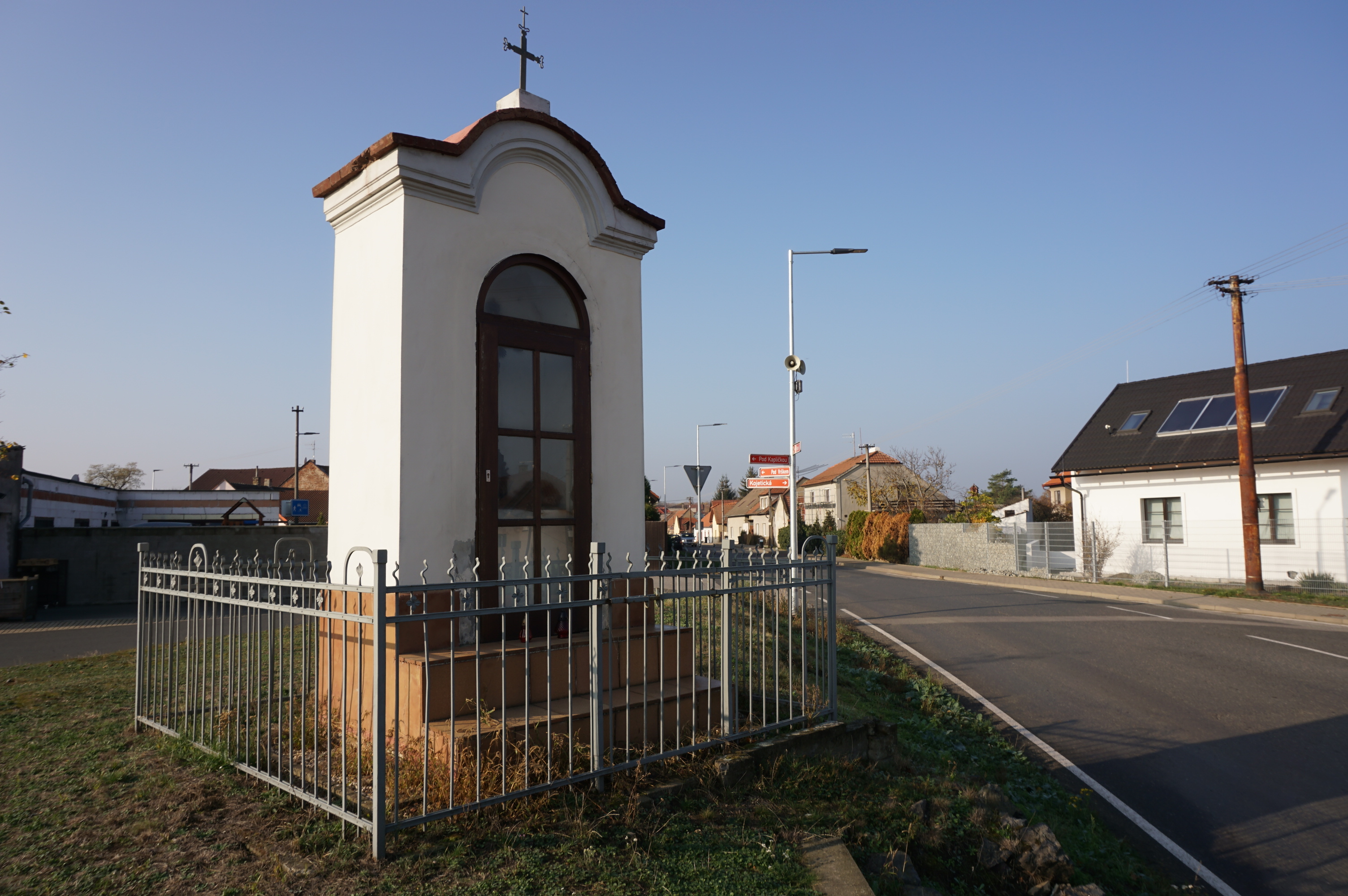
Kaplička na východním okraji vsi
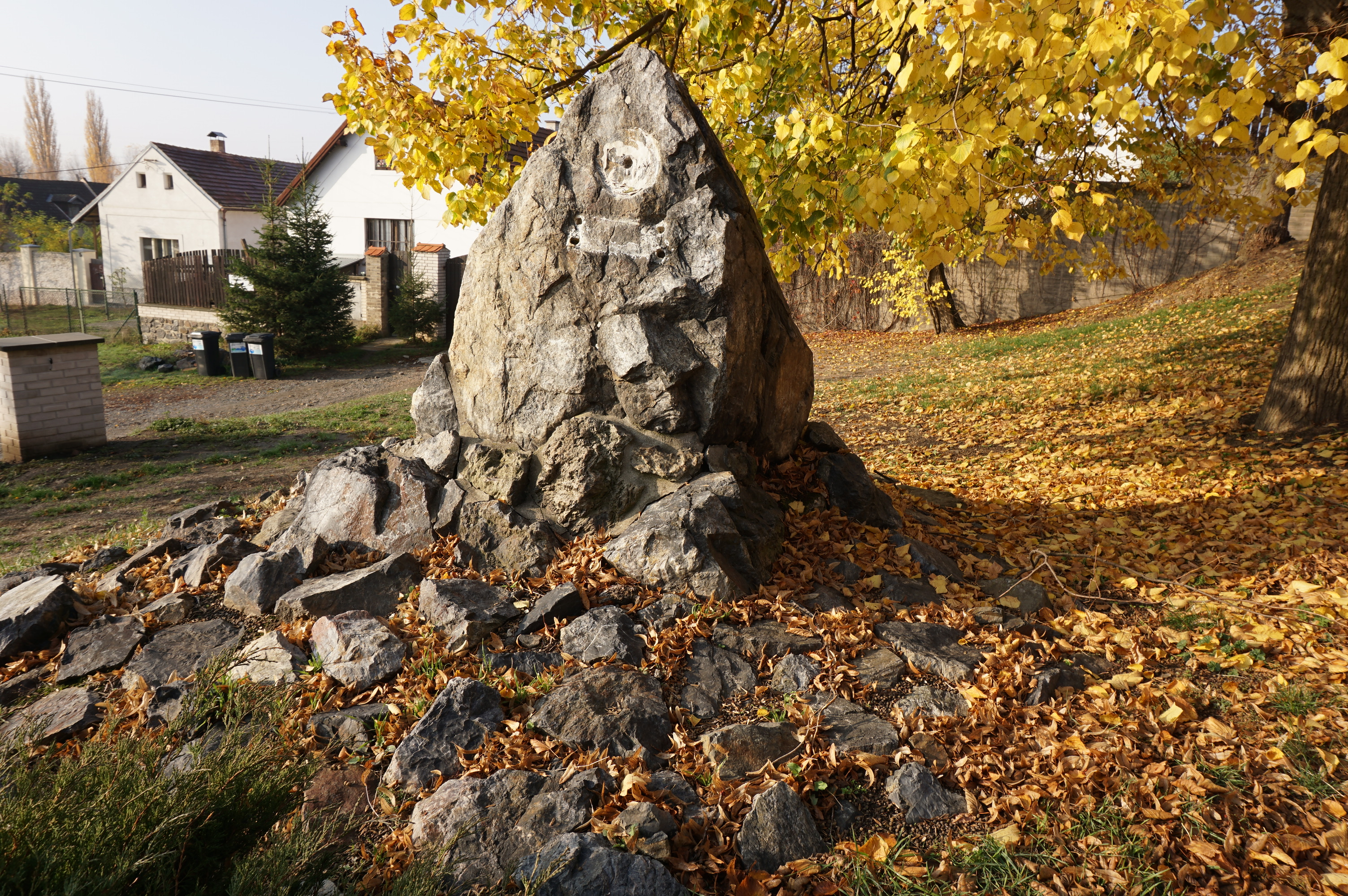
Husův pomník na návsi
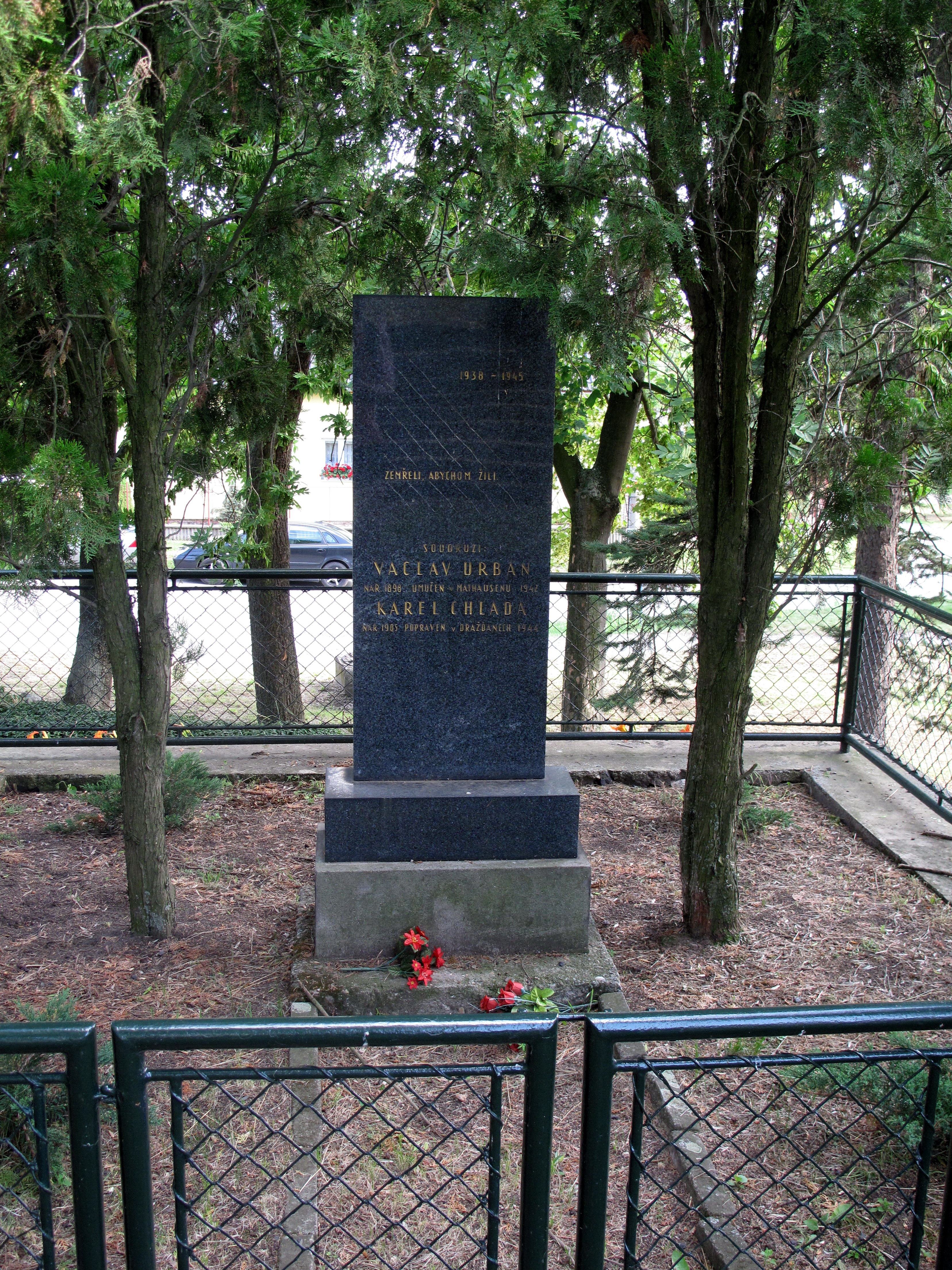
Pomník obětem druhé světové války
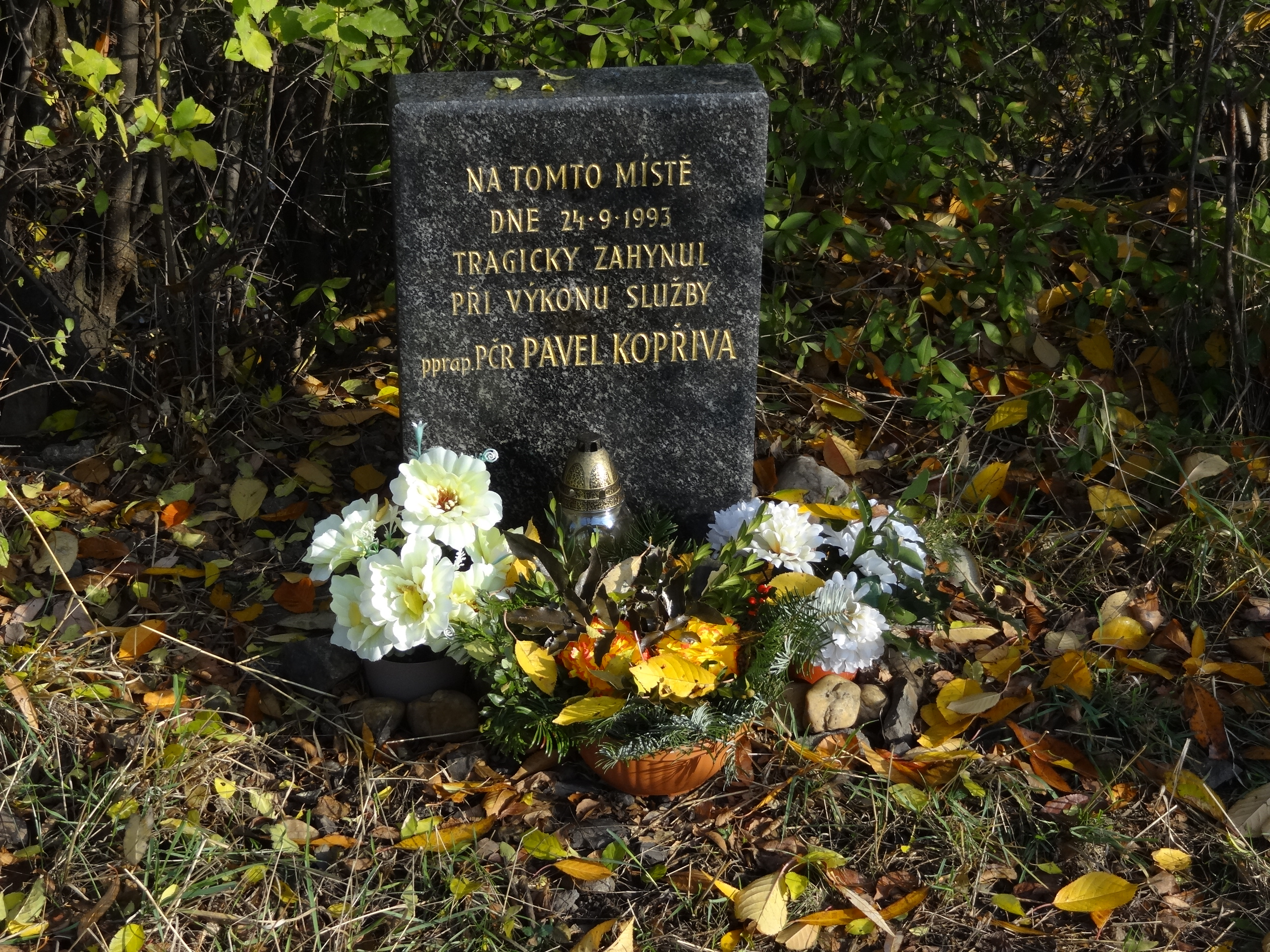
Pomník Pavla Kopřivy
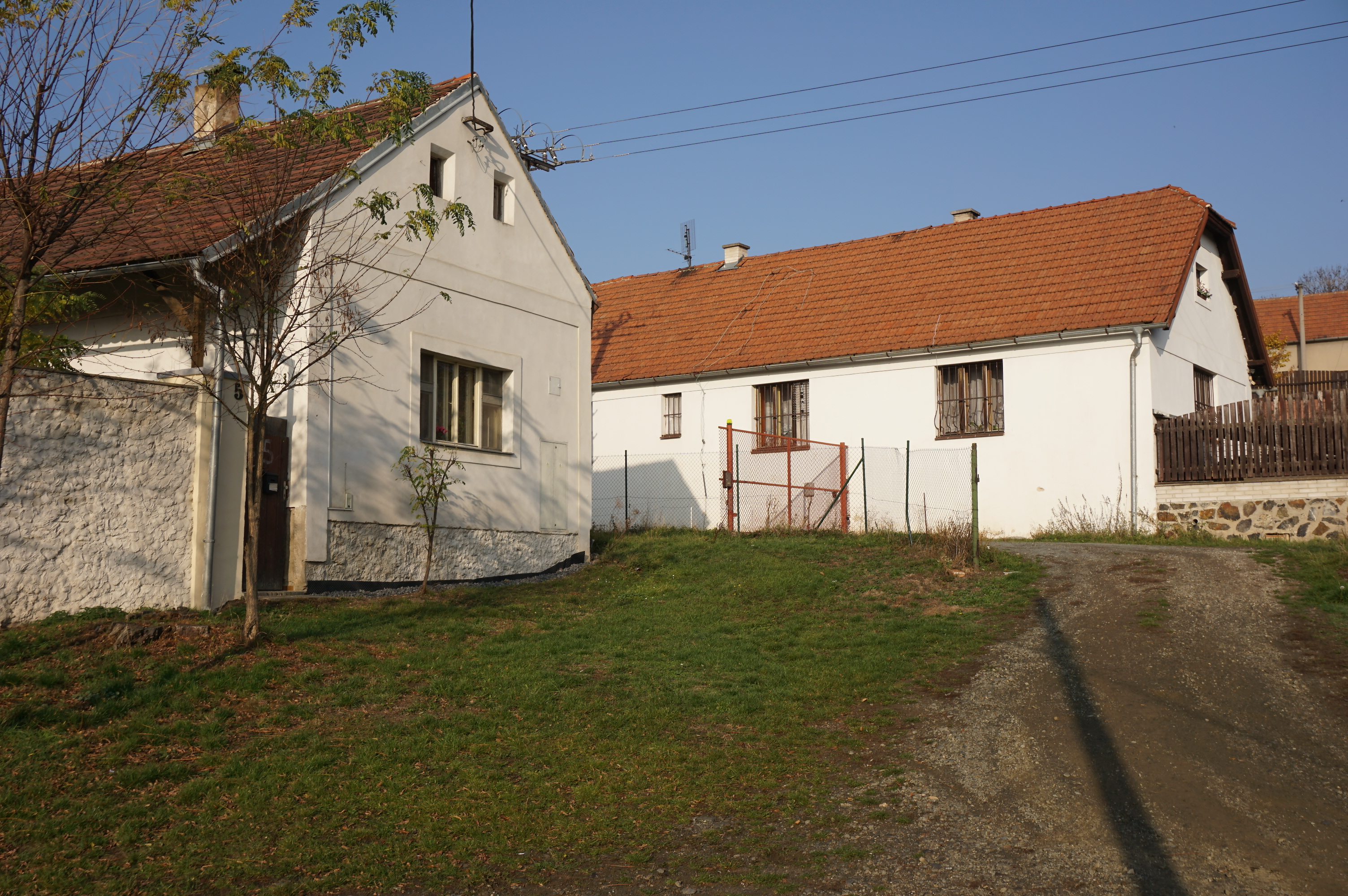
Západní strana návsi
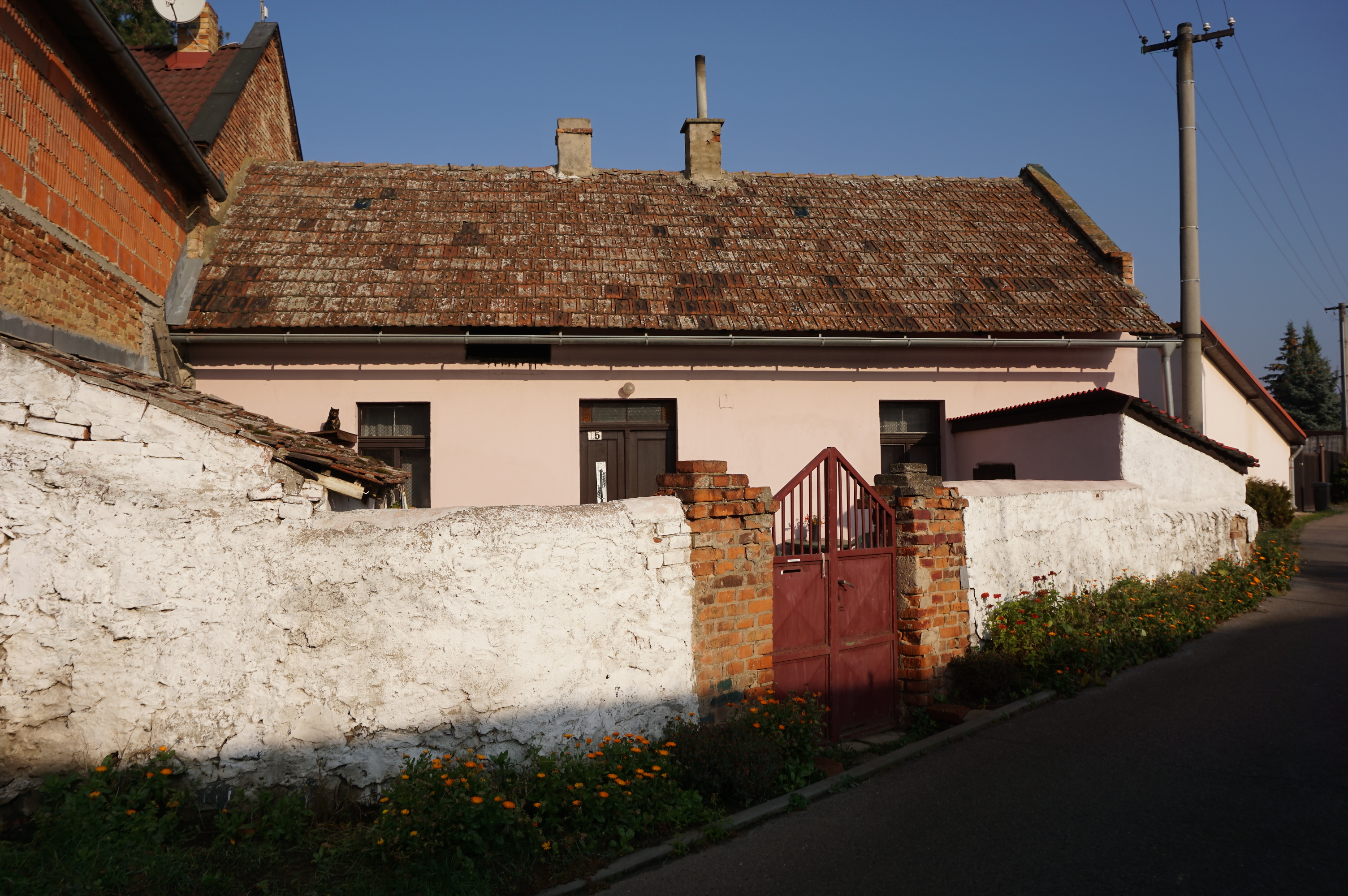
domek čp. 15 v ulici Pod Vrškem
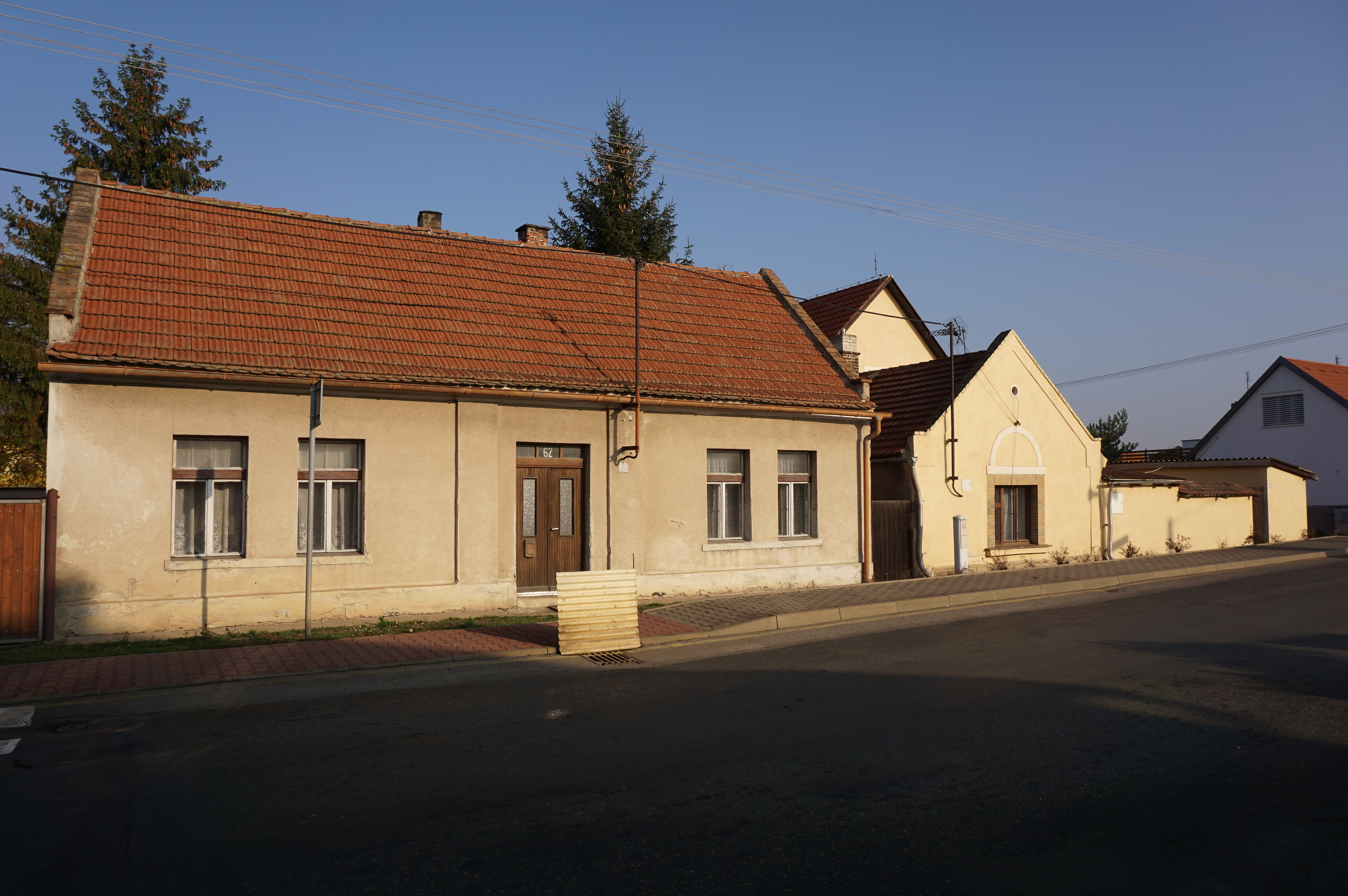
domy čp. 62 a 46
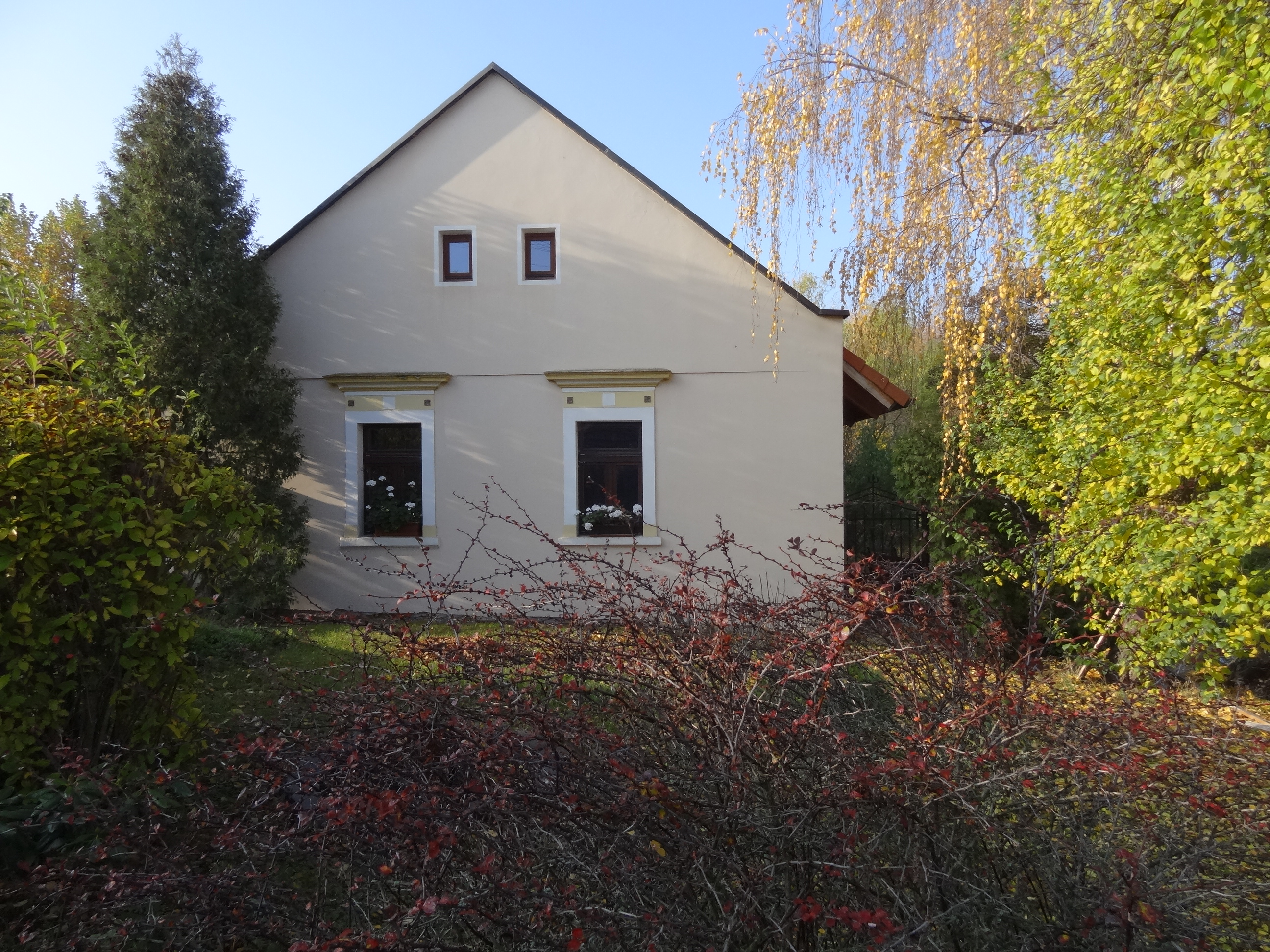
stavení čp. 36
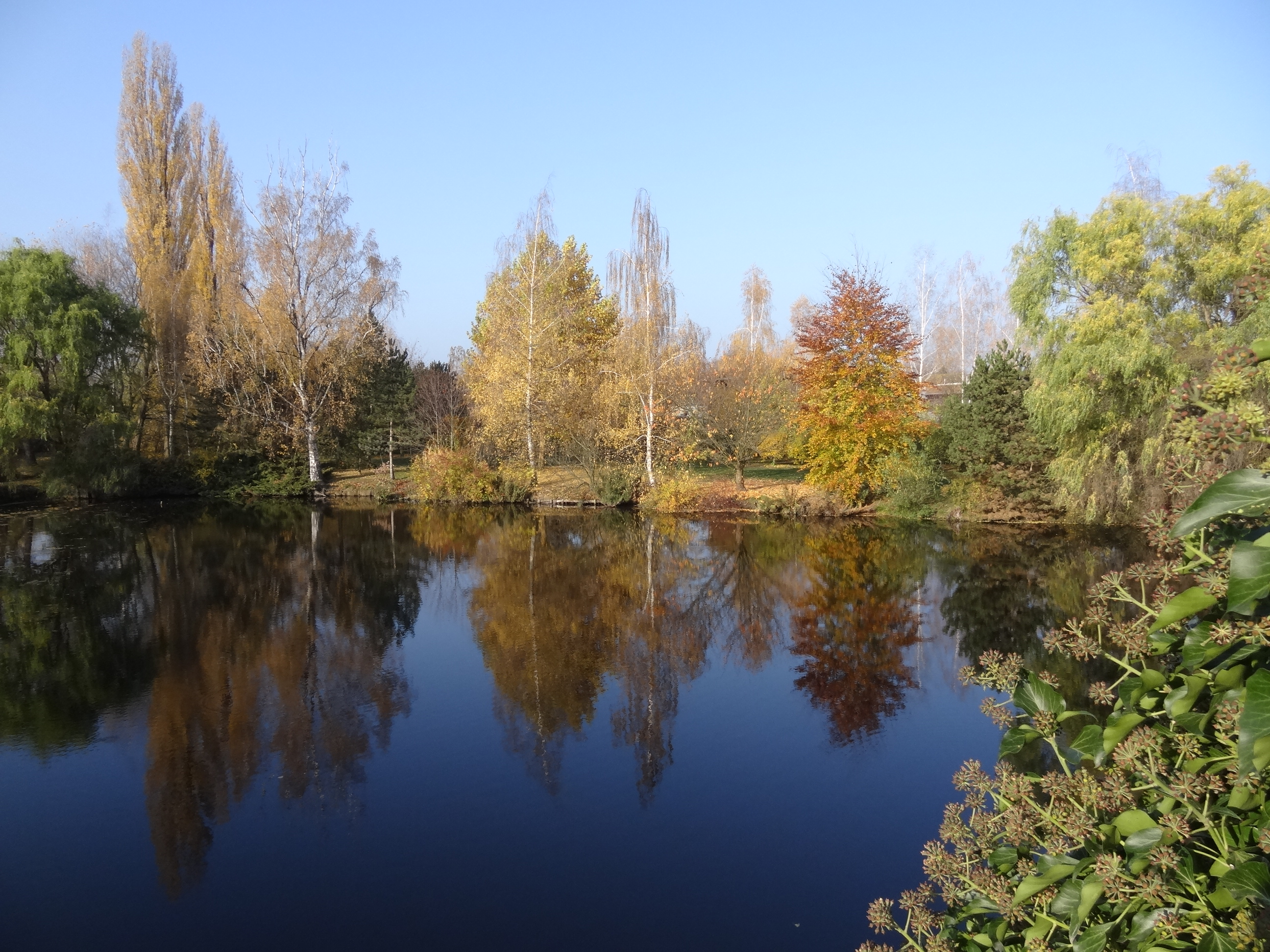
Rybník pod bývalým dvorem čp. 7
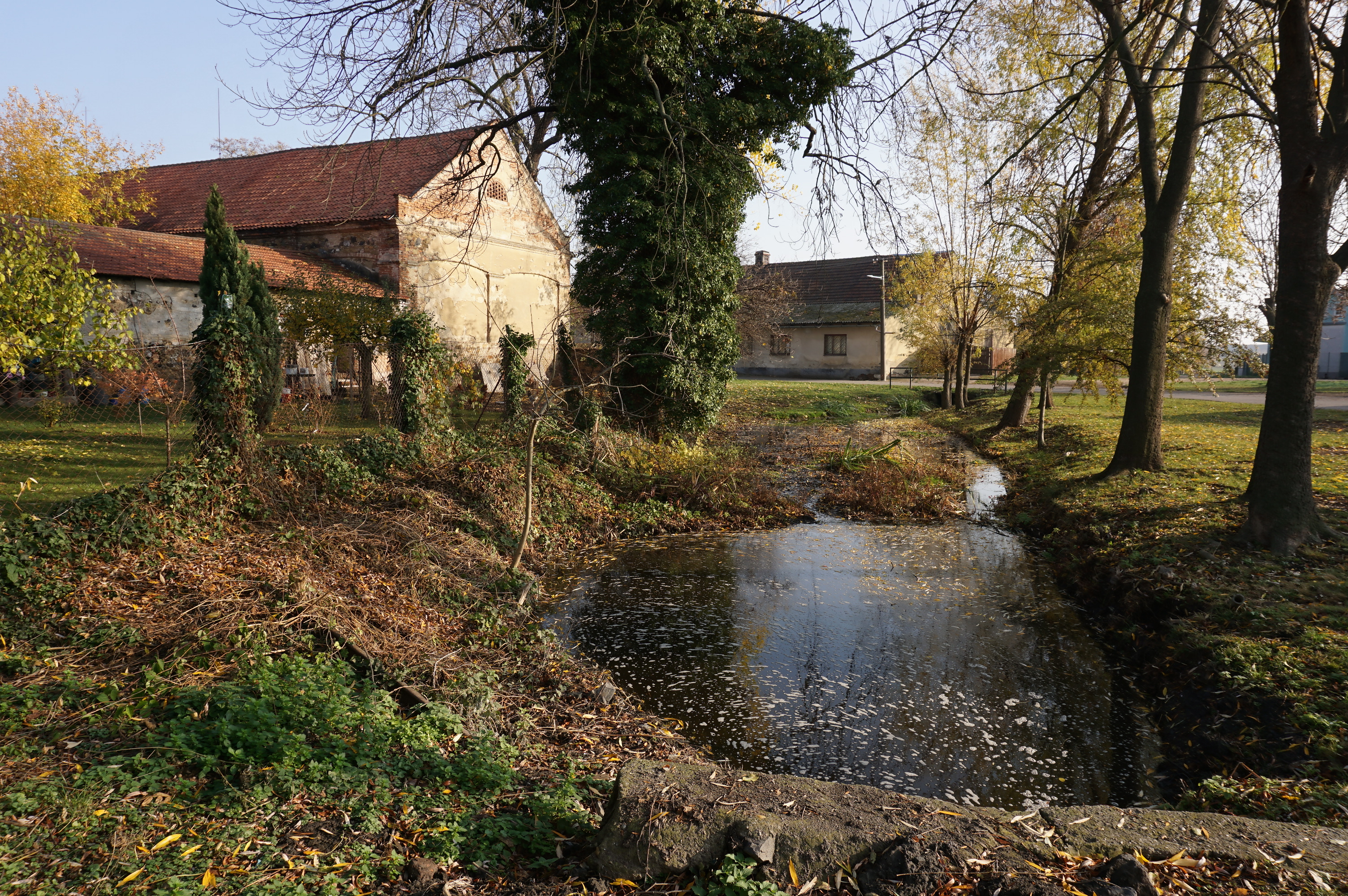
Rybníček a stodola v ul. U Rybníčka
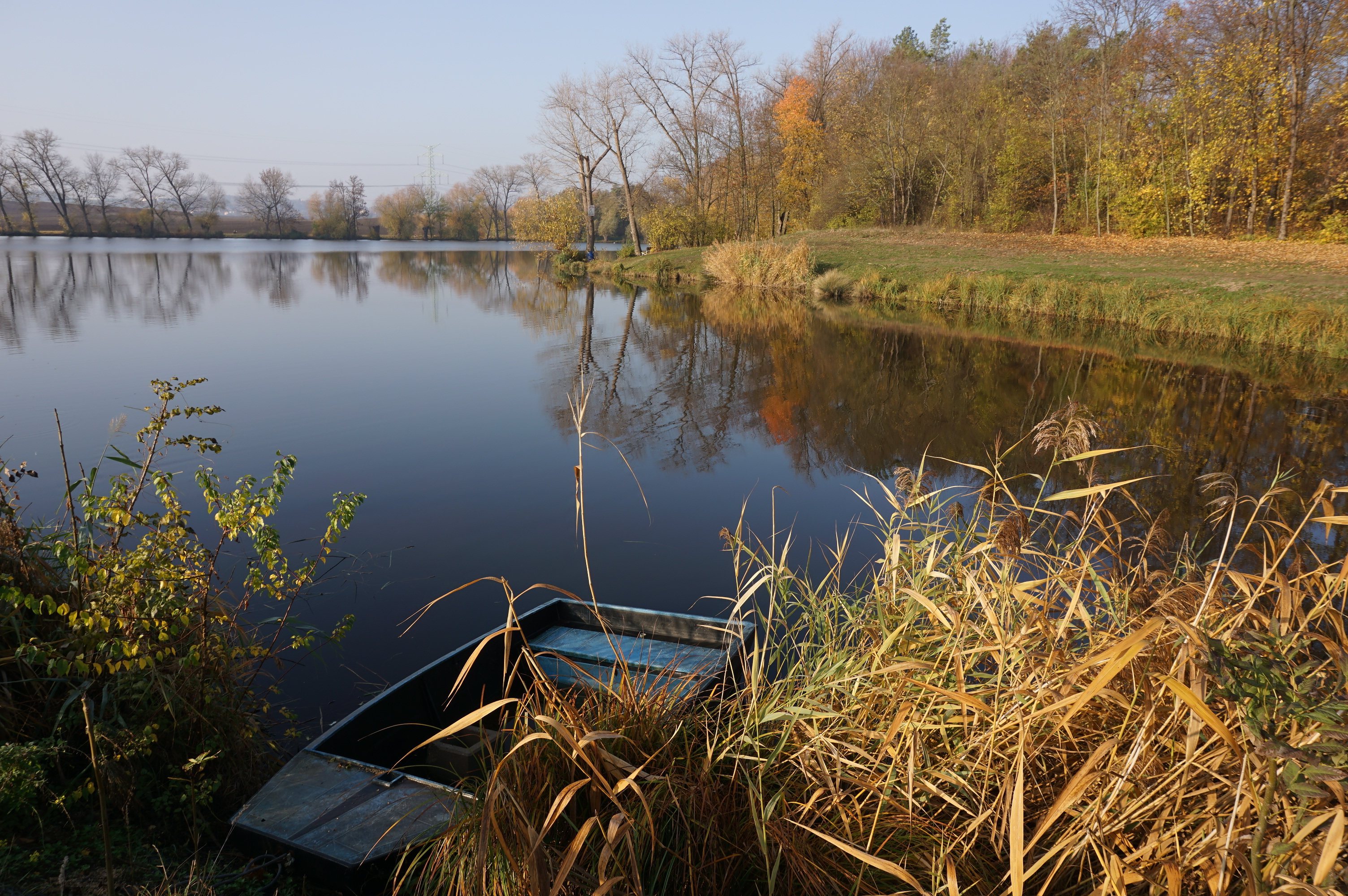
Předbojský rybník
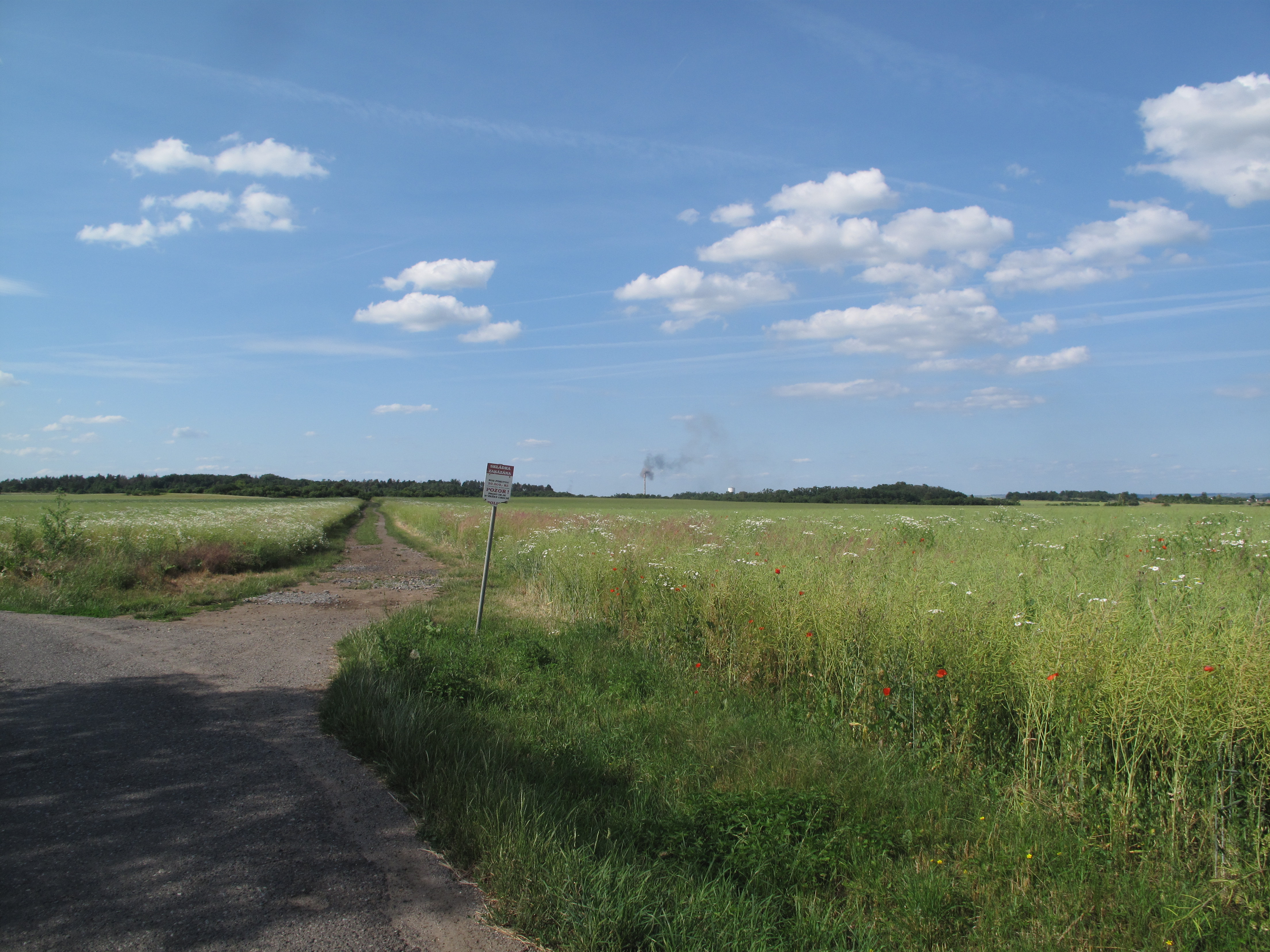
Krajina mezi vesnicemi Zlonín a Předboj